# Rasa de Can Mas
La Rasa de Can Mas és un torrent afluent per la dreta del Barranc de Sant Tirs que neix a poc més de 300 m. al nord de la masia de Junyent. De direcció global cap al sud, 
desguassa al seu col·lector a poc més de 500 m. al nord-oest de la masia de Can Mas després d'haver passat a ponent de la masia de Sant Tirs després d'haver passat a ponent de la masia de Junyent i a llevant de la de Can Mas. Fa tot el seu curs pel terme municipal de Castellar de la Ribera.

## Xarxa hidrogràfica
La seva xarxa hidrogràfica, que també transcorre íntegrament pel terme municipal de Castellar de la Ribera, està constituïda per 10 cursos fluvials la longitud total dels quals suma 12.103 m.

### Afluents destacables
- La Rasa del Coll